# یو کژدم

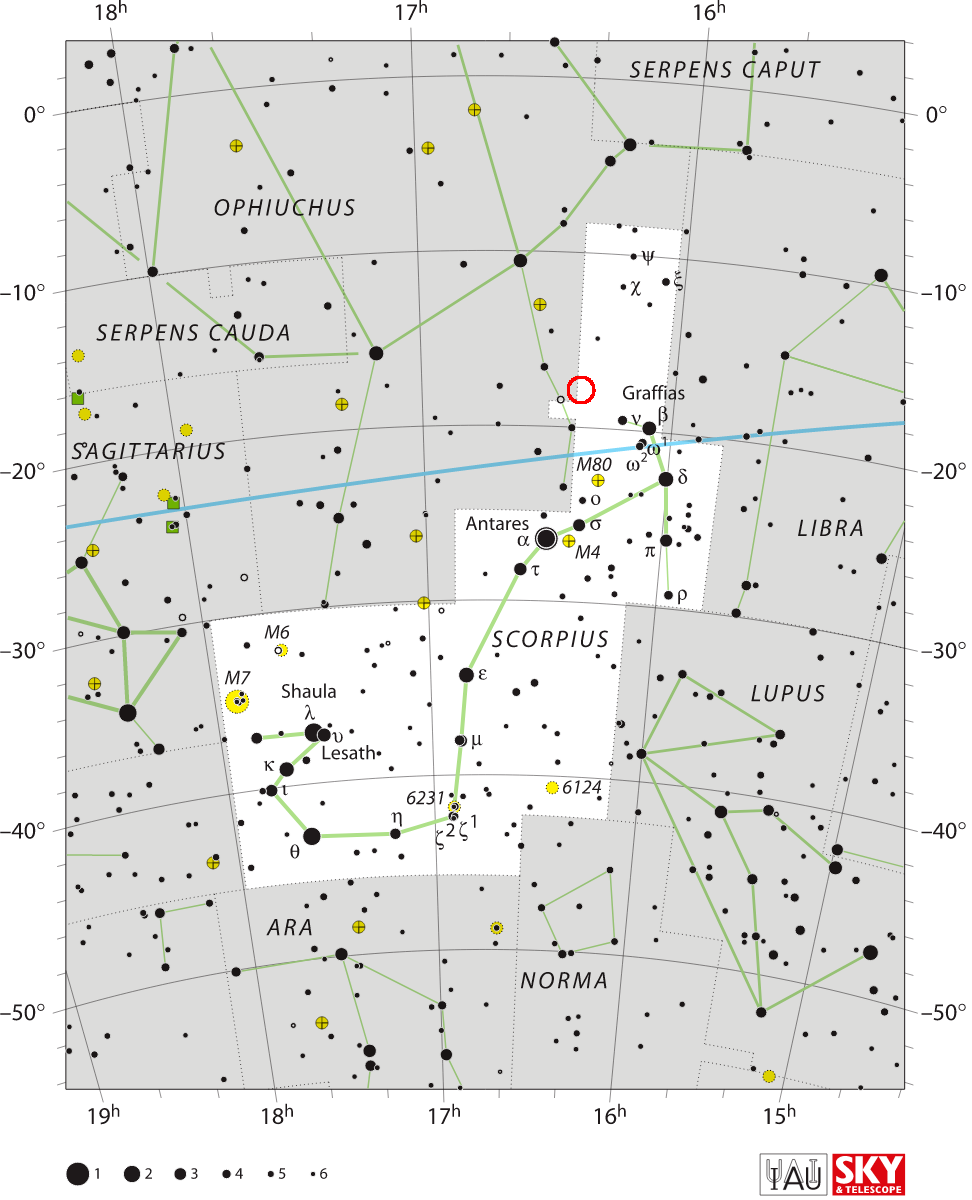
محل‌وموقعیت ستارهٔ «یو کژدم» (دایرهٔ قرمز)

یو کژدم یک ستاره است که در صورت فلکی کژدم قرار دارد.